# Robert Wise
Robert Earl Wise, född 10 september 1914 i Winchester i Indiana, död 14 september 2005 i Los Angeles, var en amerikansk filmregissör, filmproducent och filmklippare.
Han har mottagit flera filmpriser.
Wise dog till följd av en hjärtattack, 91 år gammal.

## Filmografi i urval

### Som filmklippare
- 1939 – Ungkarlsmamman
- 1939 – Ringaren i Notre Dame
- 1940 – Min favorithustru
- 1940 – Det går som en dans
- 1941 – En sensation (Citizen Kane)
- 1941 – Inled oss icke i frestelse
- 1942 – De magnifika Ambersons

### Som regissör
- 1942 – De magnifika Ambersons (kompletterande delar; ej krediterad)
- 1944 – The Curse of the Cat People
- 1945 – A Game of Death
- 1945 – Gravplundraren
- 1947 – Born to Kill
- 1948 – Blod på månen
- 1949 – Knock-Out (The Set-Up)
- 1951 – Farornas hus
- 1951 – Mannen från Mars
- 1953 – Ökenråttorna
- 1954 – En stol är ledig
- 1956 – Sköna Helena av Troja
- 1956 – Gatans kung
- 1958 – Ubåt anfaller
- 1958 – Jag vill leva!
- 1959 – Mot alla odds
- 1961 – West Side Story
- 1962 – Två på gungbrädet (Two for the Seesaw)
- 1963 – Det spökar på Hill House
- 1965 – Sound of Music
- 1966 – Kanonbåten San Pablo
- 1968 – Star!
- 1971 – Hotet
- 1975 – Hindenburg
- 1977 – Audrey Rose
- 1979 – Star Trek
- 1989 – Rooftops
- 2000 – Sommarstorm

## Priser och utmärkelser

### Oscarspriseroch -nomineringar
- 1942 – nominerad till Bästa klippning för En sensation
- 1959 – nominerad till Bästa regi för Jag vill leva
- 1962 – Bästa film för West Side Story
- 1962 – Bästa regi för West Side Story med Jerome Robbins
- 1966 – Bästa film för Sound of Music
- 1967 – nominerad till Bästa film för Kanonbåten San Pablo
- 1967 – Irving G. Thalberg Memorial Award

### Golden Globe Awards
- 1951 – Mannen från Mars befordrande av internationell förståelse
- 1961 – West Side Story bästa film – musikal
- 1965 – Sound of Music bästa spelfilm – musikal eller komedi[1]